# شورک (بلخ)
شورک (به لاتین: Showrak) یک منطقهٔ مسکونی در افغانستان است که در ولایت بلخ واقع شده‌است.